# ذي حرامة (السياني)

تعديل مصدري - تعديل

ذي حرامة محلة تابعة لقرية الشكامي، التابعة لعزلة الهادس بمديرية السياني إحدى مديريات محافظة إب في الجمهورية اليمنية.، بلغ تعداد سكانها 28 حسب تعداد اليمن لعام 2004.